# الجرجرة (إب)

تعديل مصدري - تعديل

الجرجرة هي إحدى قرى عزلة ريمان بمديرية إب التابعة لمحافظة إب، بلغ تعداد سكانها 407 نسمة حسب تعداد اليمن لعام 2004.